# Mariakapel (Bruisterbosch)

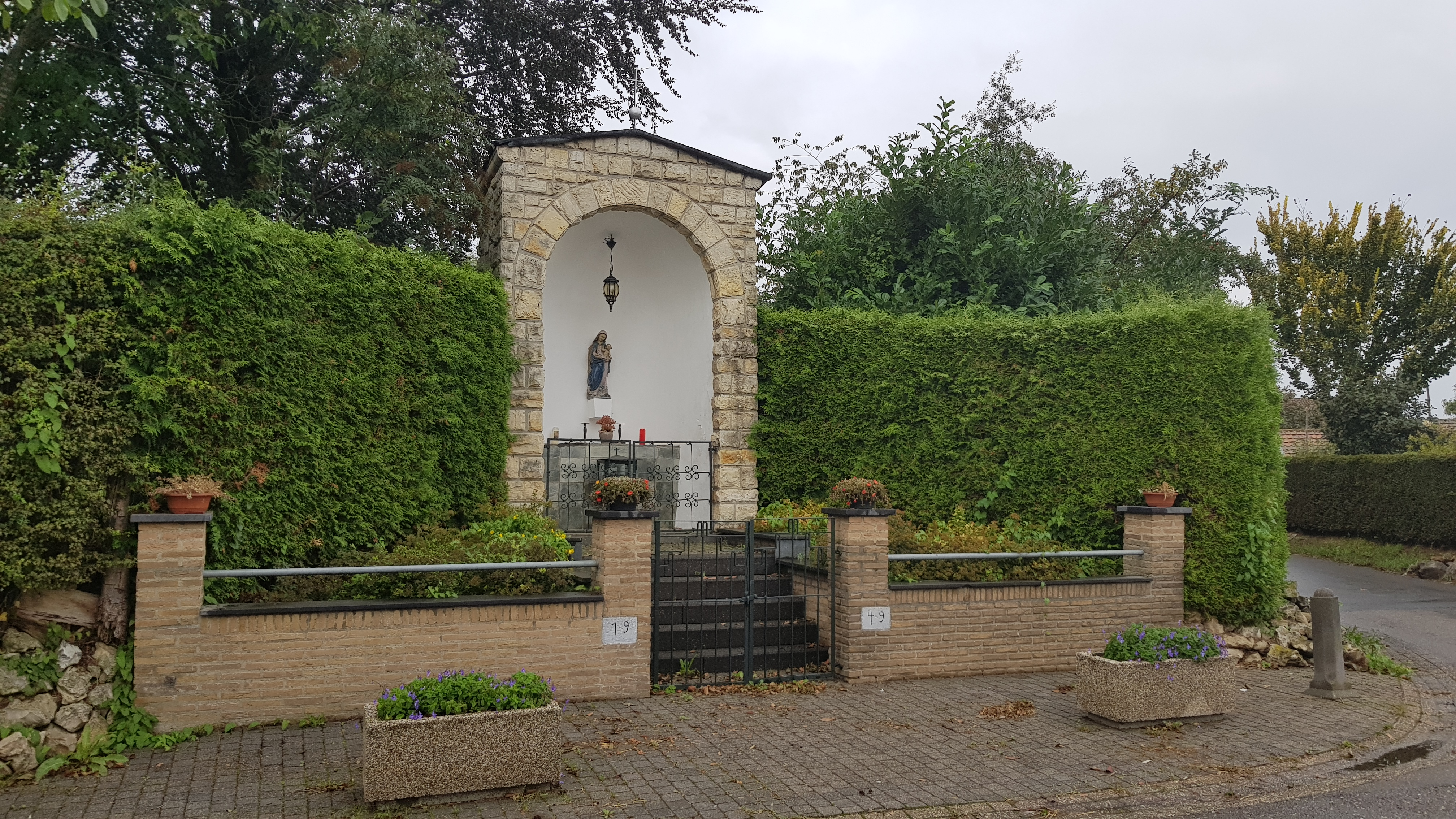
Mariakapel van Bruisterbosch

De Mariakapel is een kapel in Bruisterbosch in de Nederlands Zuid-Limburgse gemeente Eijsden-Margraten. De kapel staat midden in de plaats aan een splitsing van wegen, waarvan een naar Eckelrade voert.
De kapel is gewijd aan Maria.

## Geschiedenis
In 1949 werd de kapel gebouwd. Op de hoek waar deze kapel bebouwd werd bevond zich voordien een waterput. Op 15 juli van dat jaar werd de kapel ingezegend.

## Bouwwerk

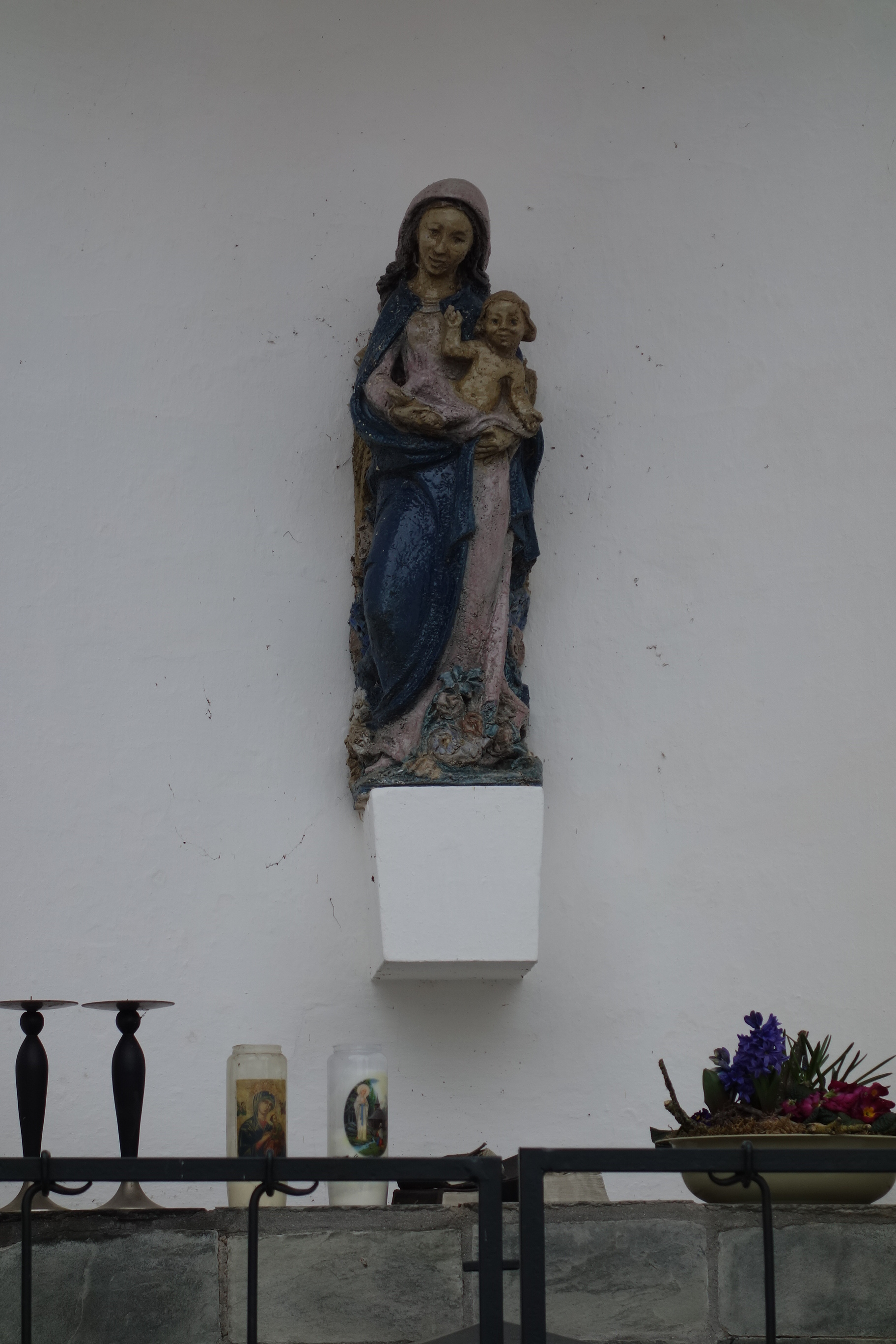
Mariabeeld door Charles Vos in de kapel

De open kapel staat op een lage verhoging op de hoek van een T-splitsing. Voor de kapel is aan de straat een laag bakstenen muurtje gebouwd waarin in de twee pijlers twee stenen ingemetseld zijn die het jaartal 1949 tonen. Daarachter loopt een trap van vijf treden naar de kapel. De kapel is opgetrokken in Kunrader kalksteen en wordt gedekt door een zadeldak. Op de top van de frontgevel staat een zilverkleurig kruis met een bolvoet en de frontgevel bevat een grote brede rondboogvormige toegang die toegang geeft tot een wit geschilderde halfronde apsis.
Tegen de achterwand is een massief altaar geplaatst dat wit gepleisterd is en aan de voorzijde betegeld is. Boven het altaar is een console aangebracht waarop het Mariabeeld met kindje Jezus geplaatst is. Het beeld is van de hand van Charles Vos.